# مجسمه رابرت ادوارد لی
مجسمه رابرت ادوارد لی یک تندیس اسب‌سوار از فرمانده ارتش مؤتلفهٔ ویرجینیای شمالی در جنگ داخلی آمریکا رابرت ئی. لی است که در پارک آزادی بردگان (پیشتر پارک لی) در شهر شارلوتزویل، ویرجینیا قرار دارد. در اوت سال ۲۰۱۷ در اثر تصمیم شهرداری شارلوتزویل به حذف این مجسمه گردهمایی اتحاد راست‌گرایان ۲۰۱۷ در این شهر برگزار شد.

## گردهمایی اتحاد راست‌گرایان ۲۰۱۷
گردهمایی اتحاد راست‌گرایان ۲۰۱۷ (انگلیسی: 2017 Unite the Right rally) گردهمایی مسلح برترپنداران نژاد سفید (راست‌گرایان افراطی، ملی‌گرایان سفیدپوست، و نونازیست‌ها) در شهر شارلوتزویل در ایالت ویرجینیای آمریکا بود که در یازدهم و دوازدهم اوت ۲۰۱۷ برگزار شد. تظاهرات در اعتراض به حذف نمادهای ایالات برده‌دار جنوبی در جنگ داخلی آمریکا به ویژه تندیس اسب‌سوار رابرت ئی. لی برگزار شده بود. در اثر به خشونت کشیده شدن این گردهمایی با حملهٔ یک اتوموبیل به مخالفان گردهمایی یک نفر کشته و ۱۹ نفر زخمی شدند که حال پنج نفر از آنها وخیم گزارش شده بود. همچنین در اثر سقوط یک هلیکوپتر پلیس ایالتی که ناظر به خشونت کشیده شدن تظاهرات بود دو مأمور کشته شدند.

## نگارخانه

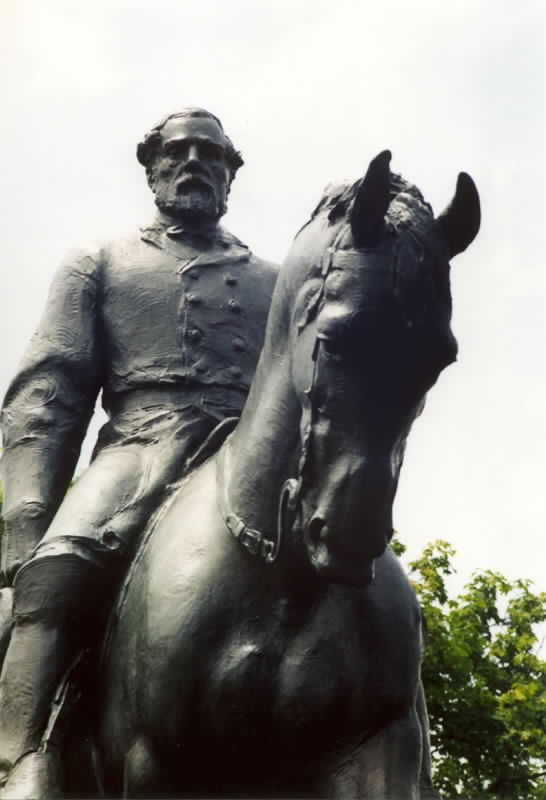
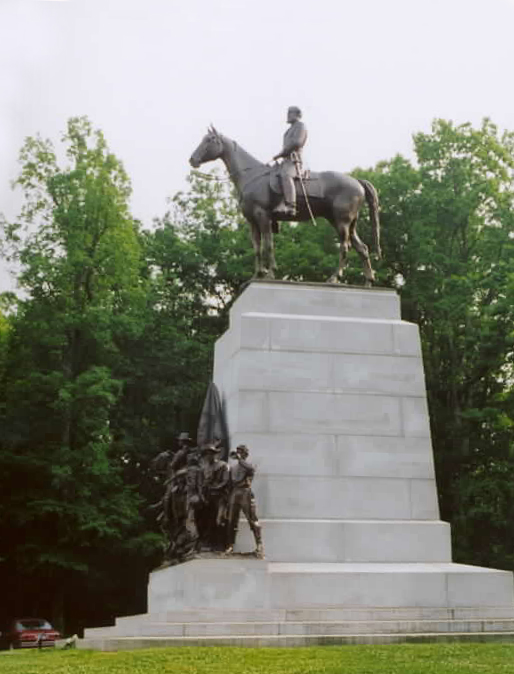
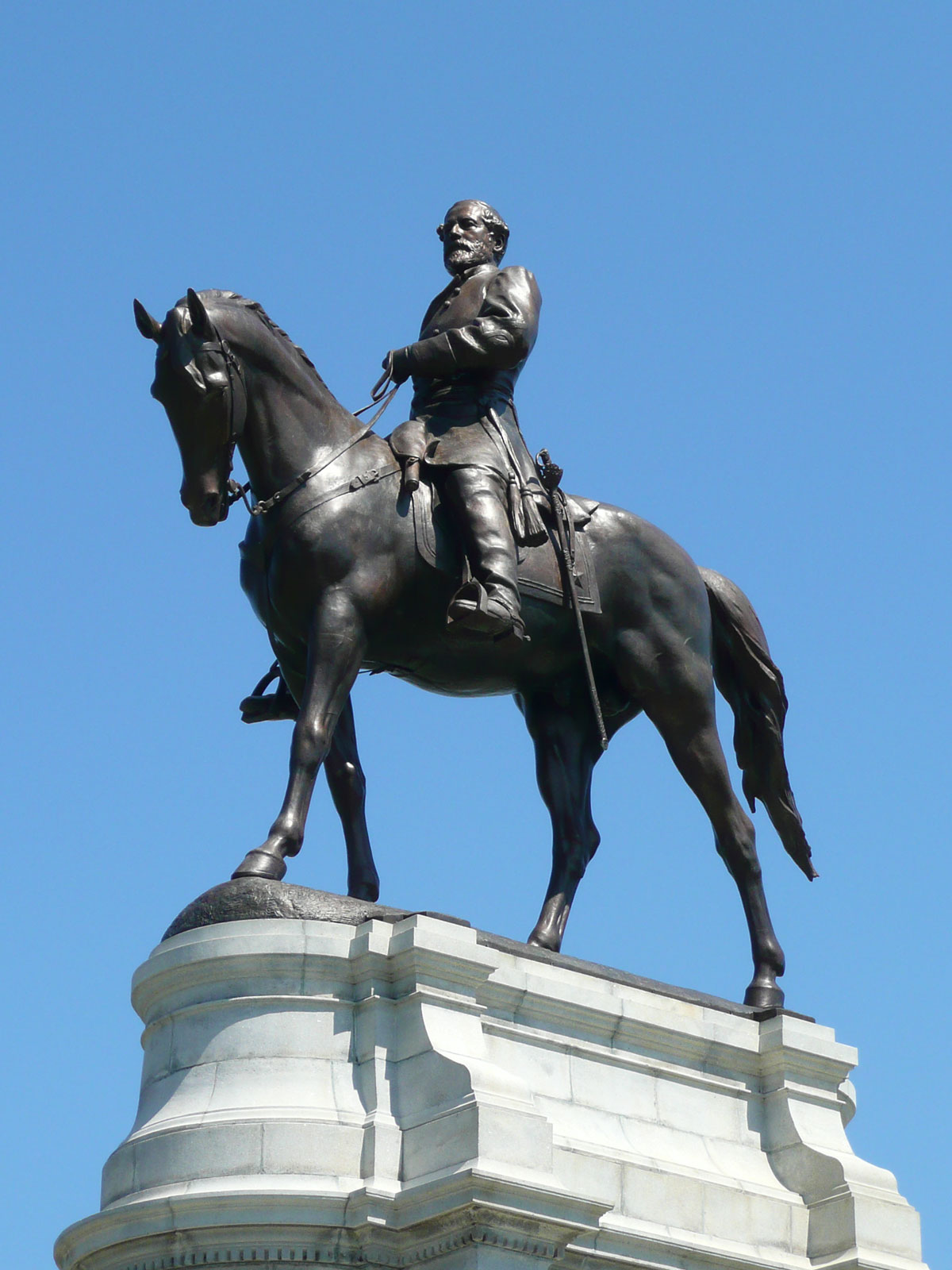
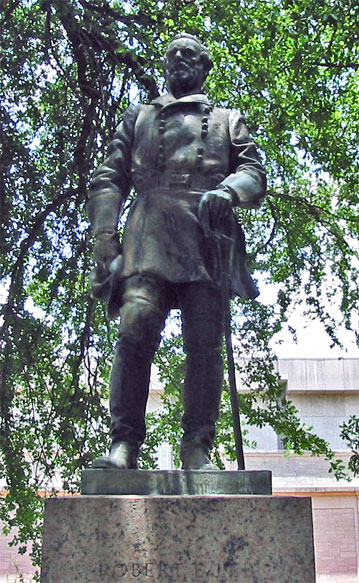
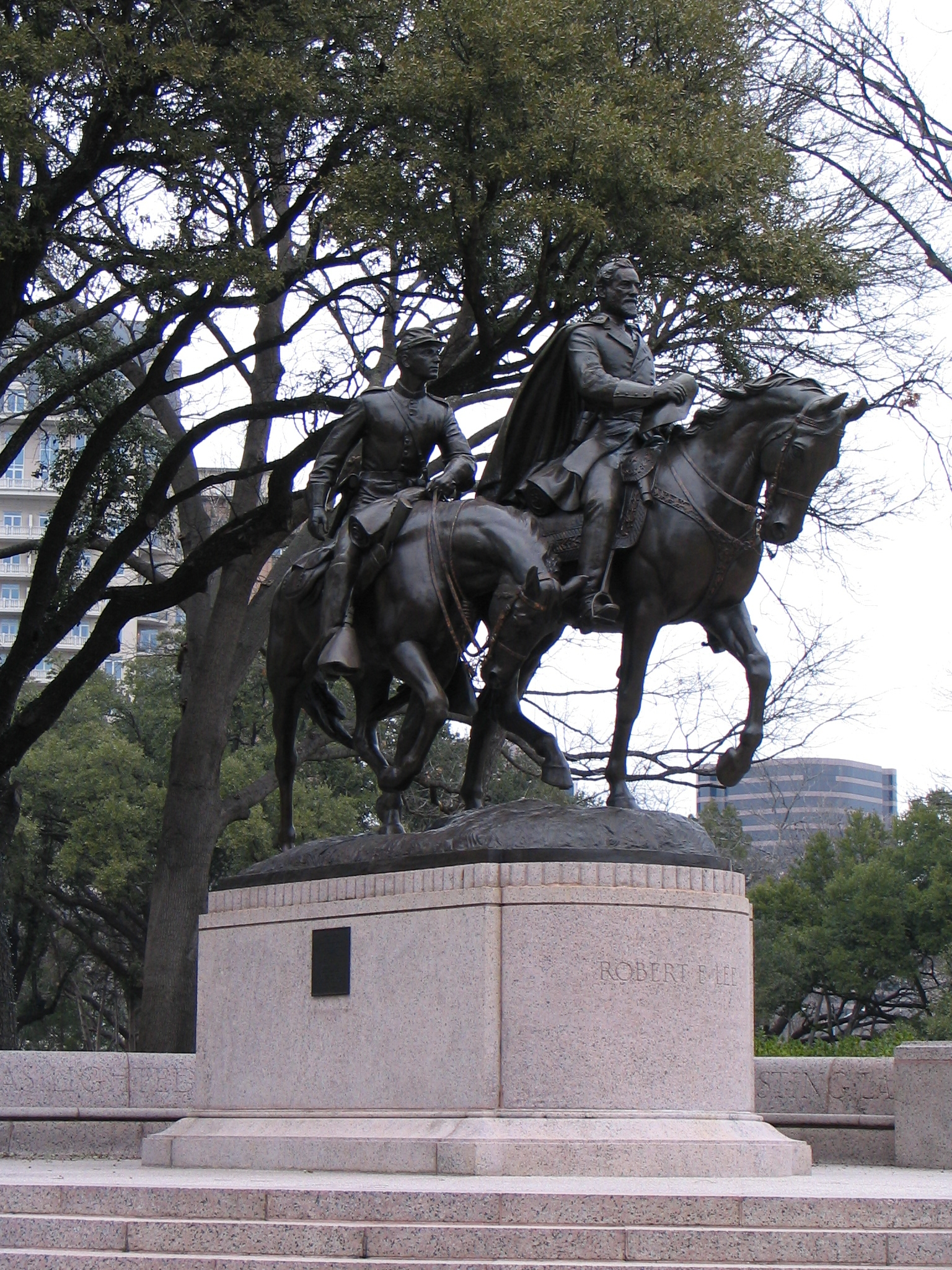